# Patrick Mbeu
Patrick Mbeu (9 marzo 1986) è un ex calciatore ruandese, di ruolo portiere.

## Carriera

### Nazionale
Ha debuttato in Nazionale l'8 dicembre 2003, in Ruanda-Kenya (1-1). Ha partecipato, con la Nazionale, alla Coppa d'Africa 2004.